# Lista över däggdjur i Europa
I denna lista över däggdjur i Europa förtecknas ursprungliga arter samt introducerade arter men inga exotiska däggdjur som hölls som husdjur i Europa. Som Europas gräns används här Uralbergen, Uralfloden, Kaspiska havet, Rysslands gräns i Kaukasus, Svarta havet och Bosporen. Likaså förtecknas arter som lever på grekiska öar i Egeiska havet, på Cypern, på Malta, på Kanarieöarna samt på Azorerna.
Systematiken följder främst Grimmberger et. al. (2009), listan är sorterad enligt Aulagnier et. al. (2009), arter som förekommer i Sverige är markerade i fet stil (se även: Sveriges däggdjursfauna). För arter som förekommer i mindre än 6 stater (förutom småstater) är dessa angivna. Irland syftar på ön.

## Fåframtandade pungdjur(Diprotodontia)

### Kängurudjur(Macropodidae)
- Rödhalsad vallaby (Macropus rufogriseus) - introducerad art i Storbritannien samt Isle of Man och i Tyskland

## Primater(Primates)

### Markattartade apor(Cercopithecidae)
- Berberapa (Macaca sylvanus) - Gibraltar

### Människoapor(Hominidae)
- Människa (Homo sapiens)

## Gnagare(Rodentia)

### Ekorrar(Sciuridae)
- Sciurinae
  - Ekorre (Sciurus vulgaris)
  - Sciurus anomalus - Grekland, Ryssland, Turkiet
  - Grå ekorre (Sciurus carolinensis) – introducerad art i Italien, Storbritannien, Irland
  - Flygekorre (Pteromys volans) – Finland, Estland, Lettland, Ryssland
- Callosciurinae
  - Callosciurus erythraeus - introducerad art i Frankrike
  - Callosciurus finlaysonii - introducerad art i Italien
- Xerinae
  - Nordafrikansk borstekorre (Atlantoxerus getulus) – introducerad art på Kanarieöarna
  - Alpmurmeldjur (Marmota marmota)
  - Stäppmurmeldjur (Marmota bobak) - Kazakstan, Ryssland, Ukraina
  - Sisel (Spermophilus citellus)
  - Spermophilus fulvus - Kazakstan, Ryssland
  - Spermophilus major - Kazakstan, Ryssland
  - Spermophilus musicus - Ryssland
  - Spermophilus pygmaeus - Kazakstan, Ryssland, Ukraina
  - Pärlsisel (Spermophilus suslicus)
  - Sibirisk jordekorre (Tamias sibiricus) - Ryssland, annars introducerad art
  - Östlig chipmunk (Tamias striatus) - introducerad i Tyskland, Österrike
  - Sciurotamias davidianus - introducerad i Belgien

### Sovmöss(Gliridae)
- Leithiinae
  - Dryomys nitedula
  - Trädgårdssovare (Eliomys quercinus)
  - Myomimus roachi - Bulgarien, Grekland, Turkiet
  - Hasselmus (Muscardinus avellanarius)
- Glirinae
  - Sjusovare (Glis glis)

### Bävrar(Castoridae)
- - Europeisk bäver (Castor fiber)
  - Amerikansk bäver (Castor canadensis) – introducerad i Finland, Ryssland, Österrike

### Springråttor(Dipodidae)
- Allactaginae
  - Kirgishästspringråtta (Pygeretmus pumilio) – Kazakstan, Ryssland
  - Liten hästspringråtta (Allactaga elater) - Kazakstan, Ryssland
  - Stor hästspringråtta (Allactaga major)) - Kazakstan, Ryssland, Ukraina
- Dipodinae
  - Pilspringråtta (Dipus sagitta) - Kazakstan, Ryssland
  - Stylodipus telum - Kazakstan, Ryssland, Ukraina
- Buskmöss (Sicistinae)
  - Buskmus (Sicista betulina)
  - Sicista strandi - Ryssland, Ukraina
  - Stäppmus (Sicista subtilis)
  - Sicista severtzovi - Ryssland, Ukraina
  - Sicista caucasica - Ryssland
  - Sicista kazbegica - Ryssland
  - Sicista kluchorica - Ryssland

### Mullvadsråttor(Spalacidae)
- Spalacinae
  - Västlig blindmus (Spalax leucodon)
  - Spalax graecus - Rumänien, Ukraina
  - Spalax zemni - Ukraina
  - Spalax arenarius - Ukraina
  - Spalax microphthalmus - Ryssland, Ukraina
  - Spalax giganteus - Ryssland

### Hamsterartade gnagare(Cricetidae)
- Sorkar (Arvicolinae)
  - Dicrostonyx torquatus - Ryssland
  - Ellobius talpinus – Kazakstan, Ryssland, Ukraina
  - Stäpplämmel (Lagurus lagurus) - Kazakstan, Ryssland, Ukraina
  - Fjällämmel (Lemmus lemmus) – Finland, Norge, Ryssland, Sverige
  - Sibirisk lämmel (Lemmus sibiricus) – Ryssland
  - Skogslämmel (Myopus schisticolor) - Finland, Norge, Ryssland, Sverige
  - Bisam (Ondatra zibethicus) – introducerad art
  - Långsvansad skogssork (Clethrionomys glareolus)
  - Rödsork (Clethrionomys rutilus) - Finland, Norge, Ryssland, Sverige
  - Gråsiding (Clethrionomys rufocanus) - Finland, Norge, Ryssland, Sverige
  - Mullvadssork (Prometheomys schaposchnikowi) – Ryssland
  - Arvicola sapidus - Frankrike, Portugal, Spanien
  - Vattensork (Arvicola terrestris)
  - Arvicola scherman
  - Europeisk bergssork (Dinaromys bogdanovi)
  - Chionomys nivalis
  - Chionomys gud - Ryssland
  - Chionomys roberti - Ryssland
  - Mellansork (Microtus oeconomus)
  - Microtus middendorffii - Ryssland
  - Microtus cabrerae - Portugal, Spanien
  - Åkersork (Microtus agrestis)
  - Fältsork (Microtus arvalis)
  - Microtus obscurus - Kazakstan, Ryssland, Ukraina
  - Microtus levis
  - Microtus socialis - Ryssland, Ukraina
  - Microtus guentheri – Bulgarien, Grekland, Makedonien, Turkiet
  - Microtus subterraneus
  - Microtus duodecimcostatus - Frankrike, Portugal, Spanien
  - Microtus lusitanicus - Frankrike, Portugal, Spanien
  - Microtus gerbei - Frankrike, Spanien
  - Microtus savii - Frankrike, Italien, Schweiz
  - Microtus brachycercus - Italien
  - Microtus felteni – Albanien, Grekland, Makedonien, Montenegro, Serbien
  - Microtus bavaricus - Tyskland, Österrike
  - Microtus multiplex - Frankrike, Italien, Schweiz, Österrike
  - Microtus liechtensteini
  - Microtus tatricus - Polen, Rumänien, Slovakien, Tjeckien, Ukraina
  - Microtus thomasi - Albanien, Bosnien-Hercegovina, Grekland, Makedonien, Montenegro, Serbien
  - Microtus majori - Ryssland
  - Microtus daghestanicus – Ryssland
- Hamstrar (Cricetinae)
  - Allocricetulus eversmanni - Kazakstan, Ryssland
  - Cricetulus migratorius
  - Europeisk hamster (Cricetus cricetus)
  - Mesocricetus newtoni - Bulgarien, Rumänien
  - Mesocricetus raddei - Ryssland

### Råttdjur(Muridae)
- Deomyinae
  - Kretataggmus (Acomys minous) - Grekland (Kreta)
  - Acomys nesiotes - Cypern
- Ökenråttor (Gerbillinae)
  - Meriones tamariscinus - Kazakstan, Ryssland
  - Meriones tristrami - Grekland
  - Meriones meridianus - Kazakstan, Ryssland
- Möss (Murinae)
  - Brunråtta (Rattus norvegicus) - introducerad art
  - Svartråtta (Rattus rattus)
  - Dvärgmus (Micromys minutus)
  - Brandmus (Apodemus agrarius)
  - Apodemus mystacinus - Grekland
  - Apodemus epimelas
  - Större skogsmus (Apodemus flavicollis)
  - Apodemus ponticus - Ryssland
  - Apodemus alpicola – Frankrike, Italien, Schweiz, Tyskland, Österrike
  - Mindre skogsmus (Apodemus sylvaticus)
  - Apodemus uralensis
  - Apodemus witherbyi - Ryssland, Ukraina
  - Husmus (Mus musculus)
  - Mus macedonicus
  - Cypriotisk mus (Mus cypriacus) - Cypern
  - Mus spicilegus
  - Mus spretus - Frankrike, Portugal, Spanien

### Jordpiggsvin(Hystricidae)
- Vanligt piggsvin (Hystrix cristata) – Albanien, Grekland, Italien
- Hystrix indica - Ryssland

### Sumpbävrar (Myocastoridae)
- Sumpbäver (Myocastor coypus)

## Hardjur(Lagomorpha)

### Pipharar(Ochotonidae)
- Dvärgpiphare (Ochotona pusilla) – Kazakstan, Ryssland

### Harar(Leporidae)
- Lepus mediterraneus - Italien (Sardinien), omstritt taxonomi, för tillfället infogad i Kaphare
- Fälthare (Lepus europaeus)
- Lepus corsicanus - Frankrike (Korsika), Italien (samt Sicilien)
- Lepus castroviejoi - Spanien
- Lepus granatensis - Portugal, Spanien (samt Mallorca)
- Skogshare (Lepus timidus)
- Europeisk kanin (Oryctolagus cuniculus)
- Sylvilagus floridanus - introducerad i Italien

## Äkta insektsätare(Eulipotyphla)

### Igelkottar(Erinaceidae)
- Erinaceinae
  - Igelkott (Erinaceus europaeus)
  - Östlig igelkott (Erinaceus concolor) – ibland uppdelad i två arter med Erinaceus roumanicus för den europeiska populationen
  - Atelerix algirus - Malta, Spanien
  - Egyptisk långörad igelkott (Hemiechinus auritus) - Cypern, Kazakstan, Ryssland, Ukraina

### Näbbmöss(Soricidae)
- Soricinae
  - Vanlig näbbmus (Sorex araneus)
  - Sorex averini - Ukraina
  - Sorex antinorii - Frankrike, Italien, Kroatien, Slovenien, Schweiz
  - Sorex arunchi - Italien, Kroatien, Slovenien
  - Sorex coronatus
  - Sorex granarius – Portugal, Spanien
  - Sorex samniticus - Italien
  - Sorex satunini - Ryssland, Ukraina
  - Sorex raddei - Ryssland
  - Sorex alpinus
  - Dvärgnäbbmus (Sorex minutus)
  - Sorex volnuchini - Ryssland, Ukraina
  - Lappnäbbmus (Sorex caecutiens)
  - Taiganäbbmus (Sorex isodon) - Finland, Norge, Ryssland, Sverige, Vitryssland
  - Mindre dvärgnäbbmus (Sorex minutissimus) – Finland, Kazakstan, Norge, Ryssland, Sverige
  - Sorex tundrensis - Ryssland
  - Vattennäbbmus (Neomys fodiens)
  - Sumpnäbbmus (Neomys anomalus)
  - Neomys teres - Ryssland
- Crocidurinae
  - Fältnäbbmus (Crocidura leucodon)
  - Trädgårdsnäbbmus (Crocidura suaveolens)
  - Crocidura sicula - Malta, Italien (Sicilien)
  - Crocidura canariensis - Spanien (Kanarieöarna)
  - Husnäbbmus (Crocidura russula)
  - Crocidura ichnusae - Italien, Spanien (öar i Medelhavet)
  - Crocidura zimmermanni - Grekland (Kreta)
  - Flimmernäbbmus (Suncus etruscus)
  - Diplomesodon pulchellum - Kazakstan, Ryssland

### Mullvadsdjur(Talpidae)
- Bisamnäbbmus (Galemys pyrenaicus) - Frankrike, Portugal, Spanien
- Desmanråtta (Desmana moschata) - Kazakstan, Ryssland, Ukraina
- Mullvad (Talpa europaea)
- Talpa caucasica - Ryssland
- Talpa romana - Italien
- Talpa stankovici - Albanien, Bosnien-Hercegovina, Grekland, Makedonien, Montenegro, Serbien
- Blind mullvad (Talpa caeca)
- Talpa levantis - Bulgarien, Ryssland, Turkiet
- Talpa occidentalis - Portugal, Spanien

## Fladdermöss(Chiroptera)

### Flyghundar(Pteropodidae)
- Halsbandsflyghund (Rousettus aegyptiacus)

### Hästskonäsor(Rhinolophidae)
- Blasius hästskonäsa (Rhinolophus blasii)
- Mellanhästskonäsa (Rhinolophus euryale)
- Mehelys hästskonäsa (Rhinolophus mehelyi)
- Dvärghästskonäsa (Rhinolophus hipposideros)
- Större hästskonäsa (Rhinolophus ferrumequinum)

### Veckläppade fladdermöss(Molossidae)
- Veckläppad fladdermus (Tadarida teneotis)

### Läderlappar(Vespertilionidae)
- Miniopterinae
  - Schreibers fladdermus (Miniopterus schreibersii)
- Vespertilioninae
  - Sydfladdermus (Eptesicus serotinus)
  - Eptesicus isabellinus - Portugal, Spanien
  - Eptesicus bottae - Ryssland
  - Eptesicus anatolicus - Grekland (Rhodos), Cypern
  - Nordisk fladdermus (Eptesicus nilssoni)
  - Lasiurus cinereus - tillfälliga besök på Island och Orkneyöarna
  - Barbastell (Barbastella barbastellus)
  - Barbastella darjelingensis - Ryssland
  - Långörad fladdermus (Plecotus auritus)
  - Plecotus macrobullaris
  - Grå långörad fladdermus (Plecotus austriacus)
  - Plecotus sardus - Italien (Sardinien)
  - Plecotus teneriffae - Portugal (Madeira), Spanien (Kanarieöarna)
  - Plecotus kolombatovici
  - Stor fladdermus (Nyctalus noctula)
  - Pälsvingad brunfladdermus (Nyctalus lasiopterus)
  - Leislers fladdermus (Nyctalus leisleri)
  - Nyctalus azoreum - Portugal (Azorerna)
  - Pipistrell (Pipistrellus pipistrellus)
  - Dvärgfladdermus (Pipistrellus pygmaeus)
  - Kuhls fladdermus (Pipistrellus kuhlii)
  - Pipistrellus maderensis - Portugal (Azorerna, Madeira), Spanien (Kanarieöarna)
  - Trollfladdermus (Pipistrellus nathusii)
  - Gråskimlig fladdermus (Vespertilio murinus)
  - Alpfladdermus (Hypsugo savii)
- Myotinae
  - Stort musöra (Myotis myotis)
  - Nymffladdermus (Myotis alcathoe) (enligt nyare uppgifter även i Sverige[1])
  - Myotis aurascens - Bulgarien, Grekland, Ryssland, Ukraina
  - Litet musöra (Myotis blythii)
  - Myotis nipalensis - Ryssland
  - Myotis punicus - Frankrike (Korsika), Italien (Sardinien), Malta
  - Dammfladdermus (Myotis dasycneme)
  - Vattenfladdermus (Myotis daubentonii)
  - Mustaschfladdermus (Myotis mystacinus)
  - Brandts mustaschfladdermus (Myotis brandtii)
  - Bechsteins fladdermus (Myotis bechsteinii)
  - Fransfladdermus (Myotis nattererii)
  - Geoffroys fladdermus (Myotis emarginatus)
  - Capaccinis fladdermus (Myotis capaccinii)

## Rovdjur(Carnivora)

### Kattdjur(Felidae)
- Pantherinae
  - Leopard (Panthera pardus) – Ryssland
- Felinae
  - Vildkatt (Felis silvestris) med tamkatt
  - Djungelkatt (Felis chaus) – Ryssland
  - Europeiskt lodjur (Lynx lynx)
  - Panterlo (Lynx pardinus) – Portugal, Spanien

### Viverrider(Viverridae)
- Vanlig genett (Genetta genetta) – Frankrike, Portugal, Spanien (inklusive Balearerna)

### Manguster(Herpestidae)
- Herpestes edwardsii - introducerad i Italien
- Herpestes javanicus – introducerad i Bosnien-Hercegovina, Kroatien
- Faraokatt (Herpestes ichneumon) – Portugal, Spanien

### Hyenor(Hyaenidae)
- Strimmig hyena (Hyaena hyaena) – Ryssland

### Hunddjur(Canidae)
- Guldschakal (Canis aureus)
- Varg (Canis lupus) med hund
- Mårdhund (Nyctereutes procyonoides) – introducerad art
- Fjällräv (Alopex lagopus) - Finland, Island, Norge (inklusive Svalbard), Ryssland, Sverige
- Korsakräv (Vulpes corsac) – Kazakstan, Ryssland
- Rödräv (Vulpes vulpes)

### Björnar(Ursidae)
- Brunbjörn (Ursus arctos)
- Isbjörn (Ursus maritimus) - Island, Norge (inklusive Svalbard), Ryssland

### Valrossar(Odobenidae)
- Valross (Odobenus rosmarus)

### Öronlösa sälar(Phocidae)
- Storsäl (Erignathus barbatus)
- Gråsäl (Halichoerus grypus)
- Knubbsäl (Phoca vitulina)
- Grönlandssäl (Pagophilus groenlandica)
- Vikare (Pusa hispida)
- Kaspisk säl (Pusa caspica)
- Klappmyts (Cystophora cristata)
- Havsmunk (Monachus monachus)

### Mårddjur(Mustelidae)
- Mustelinae
  - Hermelin (Mustela erminea)
  - Vessla (Mustela nivalis)
  - Sibirisk eldmård (Mustela sibirica)
  - Stäppiller (Mustela eversmannii)
  - Iller (Mustela putorius)
  - Flodiller (Mustela lutreola)
  - Mink (Mustela vison) - introducerad art
  - Tigeriller (Vormela peregusna)
  - Järv (Gulo gulo) – Finland, Norge, Ryssland, Sverige
  - Stenmård (Martes foina)
  - Mård (Martes martes)
  - Grävling (Meles meles) – populationen i centrala Ryssland och Kazakstan listas ibland som Meles leucurus
- Uttrar (Lutrinae)
  - Utter (Lutra lutra)

### Halvbjörnar(Procyonidae)
- Tvättbjörn (Procyon lotor) – introducerad art

## Partåiga hovdjur(Artiodactyla)

### Svindjur(Suidae)
- Vildsvin (Sus scrofa), även gris

### Hjortdjur(Cervidae)
- Cervinae
  - Axishjort (Axis axis) – introducerad i Kroatien, Moldavien, Ukraina
  - Dovhjort (Dama dama)
  - Kronhjort (Cervus elaphus)
  - Sikahjort (Cervus nippon) – introducerad art
  - Muntiacus reevesi – introducerad i Storbritannien
- Hydropotinae
  - Vattenrådjur (Hydropotes inermis) – introducerad i Frankrike, Storbritannien
- Capreolinae
  - Rådjur (Capreolus capreolus)
  - Sibiriskt rådjur (Capreolus pygargus) – Ryssland, introducerad i Lettland och Litauen
  - Älg (Alces alces)
  - Vitsvanshjort (Odocoileus virginianus) – introducerad i Finland, Kroatien, Serbien, Tjeckien
  - Ren (Rangifer tarandus) – Finland, Island, Norge (inklusive Svalbard), Ryssland, Sverige

### Slidhornsdjur(Bovidae)
- Gasellantiloper (Antilopinae)
  - Saigaantilop (Saiga tatarica) – Kazakstan, Ryssland
- Oxdjur (Bovinae)
  - Visent (Bison bonasus)
  - Nötkreatur (Bos taurus) - domesticerad
  - Vattenbuffel (Bubalus bubalis) – introducerad som husdjur
- Getdjur (Caprinae)
  - Manfår (Ammotragus lervia) – introducerad i Spanien (inklusive Kanarieöarna)
  - Myskoxe (Ovibos moschatus) – introducerad i Norge och Sverige
  - Mufflonfår (Ovis orientalis) – introducerad art
  - Gems (Rupicapra rupicapra)
  - Pyreneisk gems (Rupicapra pyrenaica) - Frankrike, Italien, Spanien
  - Vildget (Capra aegagrus) – Grekland (inklusive Kreta), Ryssland, Slovakien – som tamget i andra stater
  - Stenbock (Capra ibex) – Frankrike, Italien, Schweiz, Tyskland, Österrike
  - Iberisk stenbock (Capra pyrenaica) – Portugal, Spanien – tillfällig i Frankrike
  - Västkaukasisk stenbock (Capra caucasica) – Ryssland
  - Östkaukasisk stenbock (Capra cylindricornis) – Ryssland

## Valar(Cetacea)
Vissa arter iakttogs bara tillfällig i europeiska vatten.

### Rätvalar(Balaenidae)
- Nordkapare (Eubalaena glacialis)
- Grönlandsval (Balaena mysticetus)

### Fenvalar(Balaenopteridae)
- Vikval (Balaenoptera acutorostrata)
- Sejval (Balaenoptera borealis)
- Edens fenval (Balaenoptera edeni)
- Sillval (Balaenoptera physalus)
- Blåval (Balaenoptera musculus)
- Knölval (Megaptera novaeangliae)

### Delfiner(Delphinidae)
- Näbbdelfin (Steno bredanensis)
- Kortnosad vanlig delfin (Delphinus delphis)
- Kamerundelfin (Sousa teuszii)
- Betseldelfin (Stenella attenuata)
- Strimmig delfin (Stenella coeruleoalba)
- Tygeldelfin (Stenella frontalis)
- Kortnäbbad delfin (Lagenodelphis hosei)
- Vitsiding (Lagenorhynchus acutus)
- Vitnos (Lagenorhynchus albirostris)
- Öresvin (Tursiops truncatus)
- Rissos delfin (Grampus griseus)
- Långfenad grindval (Globicephala melas)
- Kortfenad grindval (Globicephala macrorhynchus)
- Späckhuggare (Orcinus orca)
- Falsk späckhuggare (Pseudorca crassidens)
- Dvärgspäckhuggare (Feresa attenuata)
- Melonhuvudval (Peponocephala electra)

### Vitvalar(Monodontidae)
- Vitval (Delphinapterus leucas)
- Narval (Monodon monoceros)

### Tumlare(Phocoenidae)
- Vanlig tumlare (Phocoena phocoena)

### Kaskeloter(Physeteridae)
- Pygmékaskelot (Kogia breviceps)
- Dvärgkaskelot (Kogia simus)
- Kaskelot (Physeter macrocephalus)

### Näbbvalar(Ziphiidae)
- Nordlig näbbval (Hyperoodon ampullatus)
- Småhuvudval (Ziphius cavirostris)
- Sowerbys näbbval (Mesoplodon bidens)
- Mesoplodon grayi
- Mesoplodon mirus
- Blainvilles näbbval (Mesoplodon densirostris)
- Mesoplodon europaeus